# Henrique, Conde de Harcourt
Henrique de Lorena (20 de março de 1601 – Abadia de Royaumont, 25 de julho de 1666), conhecido como Cadet la Perle, foi um nobre francês. Ele era conde de Harcourt, conde de Armagnac, conde de Brionne e visconde de Marsan. Ele era o filho mais novo de Carlos I, Duque de Elbeuf e sua esposa Margarida de Chabot, condessa de Charny.

## Vida
Ele fez seu primeiro serviço militar no cerco de Praga em novembro de 1620 e, por causa de sua bravura, foi apelidado de Cadet la Perle por seus companheiros, devido a um brinco de pérola que usava na ocasião.
Na França, ele lutou contra os protestantes e participou do Cerco de La Rochelle (1627-1628) e Saint-Jean-d'Angély. Foi feito cavaleiro da Ordem do Espírito Santo em 1633, Grande Escudeiro da França em 1643 e Senescal da Borgonha.
Em 1637, ele lutou no Piemonte durante a Guerra Franco-Espanhola (1635-1659), onde derrotou um exército espanhol, superieur em número perto de Chieri. Ele também estava no comando do Cerco de Turim (1640), onde tomou a cidade após um cerco de três meses. Ele então lutou na Sardenha e na Catalunha, onde foi nomeado vice-rei em 1645.
Durante a Fronda, ele permaneceu leal à rainha regente Ana da Áustria, mas colidiu com Mazarin e se retirou para a Alsácia.

## Casamento e descendência
Ele se casou em fevereiro de 1639 com Margarida Filipa du Cambout (1622-1674) e teve seis filhos:
- Armanda Henriqueta (1640-1684), abadessa de Soissons;
- Luís (1641-1718), conde de Armagnac, de Charny e Brionne e ancestral do príncipe Alberto II de Mônaco por meio de sua filha Maria da Lorena, que foi forçada pelo rei Luís XIV a se casar com Antônio I de Mônaco; uma de suas bisneta, a princesa Josefina de Lorena, foi a avó do rei Carlos Alberto da Sardenha, a atual Casa de Saboia descende dessa linha;
- Filipe (1643–1702), chamado Chevalier de Lorraine e amante de Filipe, Duque de Orleães
- Afonso Luís (1644–1689), abade de Royaumont, chamado 'Chevalier d'Harcourt;
- Raimundo Berengário (1647-1686), abade de Faron de Meaux;
- Carlos (1648–1708), visconde e conde de Marsan, com descendência.